# Farul de la Capul Agulhas
Farul de la Capul Agulhas este un far situat la Capul Agulhas, cel mai sudic punct al Africii. A fost al treilea far construit în Africa de Sud și al doilea cel mai vechi far încă în funcțiune, după Green Point. Este situat la marginea sudică a satului L'Agulhas, în Parcul Național Agulhas; farul este operat de Autoritatea Națională Portuară Transnet. În 2016, Asociația americană a inginerilor din construcții (ASCE) a identificat farul ca fiind un proiect de inginerie istoric proeminent și meritoriu, precum și un reper istoric internațional de inginerie civilă.

## Istorie

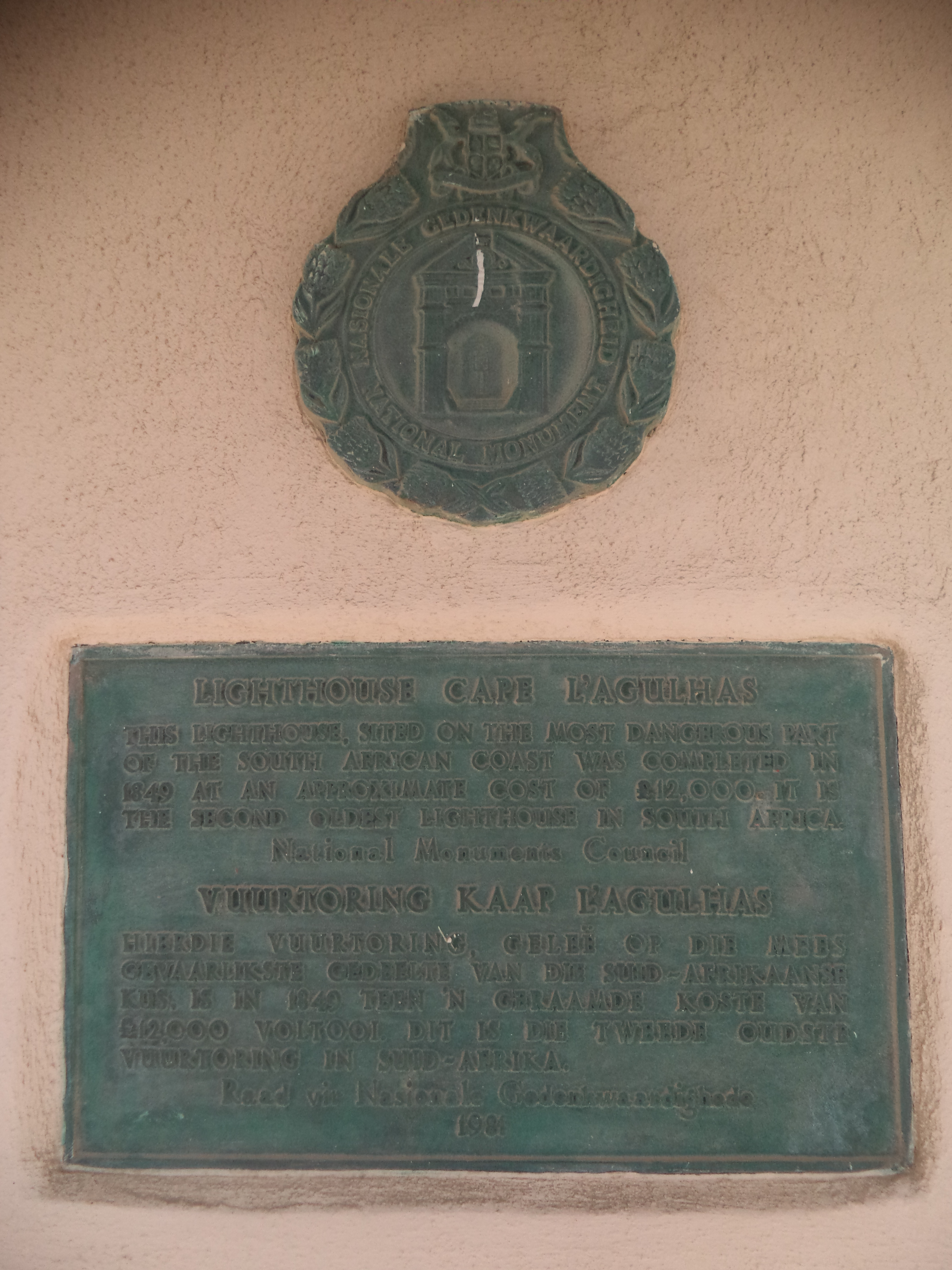
Placa memorială de la intrarea în Far

Un far la Capul Agulhas a fost sugerat de colonelul Charles Collier Michell, inspectorul general al Capului, în martie 1837. La 11 iulie 1840, în cadrul unei reuniuni publice la Cape Town, s-a hotărât strângerea de fonduri pentru construirea farului, iar Michiel van Breda, fondatorul orașului Bredasdorp, s-a oferit să doneze terenul pe care urma să fie construit. În afară de contribuțiile locale, s-au primit fonduri din Bombay, Calcutta, Madras, Manila, Sfânta Elena și Londra; până în iunie 1843, suma strânsă era de 1.479,19 lire sterline.
În 1847, guvernul din Colonia Capului a fost de acord să finanțeze construcția la un cost de 15.871 de lire sterline; lucrările de construcție au început în luna aprilie a aceluiași an și au fost finalizate în decembrie 1848, iar farul a fost aprins pentru prima dată la 1 martie 1849. Inițial, a fost alimentat cu grăsime de la coada oilor, dar în 1905 a fost instalat un felinar cu petrol. În martie 1910, lentila a fost înlocuită cu o lentilă Fresnel de ordinul întâi. În 1929, arzătorul cu ulei a fost înlocuit cu un arzător cu vapori de petrol, care la rândul său a fost înlocuit în 1936 cu o lampă electrică de patru kilowați alimentată de un generator diesel.
În 1968, farul a fost scos din funcțiune, iar lumina a fost mutată pe un turn din aluminiu, deoarece s-a descoperit că pereții din gresie se prăbușeau din cauza intemperiilor excesive. Clădirea a fost declarată monument național în 1973 și este, de asemenea, un sit de patrimoniu provincial al Western Cape. Restaurarea și reconstrucția au fost efectuate de către Muzeul Naufragiului din Bredasdorp și consiliul local, iar farul a fost repus în funcțiune în 1988.
În 2016, Asociația americană a inginerilor din construcții (ASCE) a identificat farul ca fiind un proiect de inginerie istorică proeminent și meritoriu și un reper istoric internațional de inginerie civilă.

## Caracteristici
Farul este format dintr-un turn rotund, înalt de 27 de metri și vopsit în roșu cu o bandă albă, fiind legat de casa paznicului, care acum conține un muzeu și un restaurant. Designul clădirii a fost inspirat de Farul din Alexandria. Planul focal al luminii este la 31 de metri deasupra apei la flux; raza de acțiune a lanternei de 7,5 megacandele este de 30 de mile marine. Optica rotativă emite o lumină albă la fiecare cinci secunde.